# Championnat d'Allemagne féminin de football de deuxième division 2005-2006
Navigation
Édition précédente Édition suivante
La 2. Frauen-Bundesliga 2005-2006 est la 2e édition du championnat d'Allemagne de football féminin de deuxième division.
Le deuxième niveau du championnat féminin oppose vingt-quatre clubs allemands répartis dans deux groupes de douze équipes, en une série de vingt-deux rencontres jouées durant la saison de football. La compétition débute le 14 août 2005 et s'achève le dimanche 5 juin 2006.
Les premières places de chaque groupe permettent de monter en Frauen Bundesliga lors de la saison suivante alors que les deux dernières places de chaque groupe sont synonyme de relégation en Regionalliga. Les deux dixièmes s'affrontent quant à eux lors d'un barrage de relégation dont le perdant est relégué.
Lors de l'exercice précédent, le TSV Crailsheim et le VfL Wolfsbourg ont été relégués après avoir fini aux deux dernières places de première division. Le TuS Cologne, le SV Holstein Kiel (de), le FFV Neubrandenburg, le TuS Niederkirchen et le VfL SindelfingenR ont, quant à eux, gagné le droit d'évoluer dans ce championnat après avoir obtenu leurs promotions lors des phases finales de Regionalliga.
La compétition est remportée par le VfL Wolfsbourg et le TSV Crailsheim qui sont promus à la fin de la saison. Dans le bas du classement, le SG Lütgendortmund, le MTV Wolfenbüttel, le VfL SindelfingenR et le FSV Viktoria Jägersburg, sont relégués.

## Participants
Ces tableaux présentent les vingt-quatre équipes qualifiées pour disputer le championnat 2005-2006. On y trouve le nom des clubs, la date de création du club, l'année de la dernière accession à cette division, leur classement de la saison précédente, le nom des stades ainsi que la capacité de ces derniers.
Le championnat comprend deux groupes de douze équipes.
Légende des couleurs
- Relégué de Frauen-Bundesliga.
- Promu de Regionalliga.

| \| Tennis Borussia Berlin TSV Jahn Calden SV Victoria Gersten FSV Gütersloh SV Holstein Kiel (de) SG Lütgendortmund FFV Neubrandenburg SuS Timmel FFC Turbine PotsdamR SG Wattenscheid VfL Wolfsbourg MTV Wolfenbüttel \| Localisation des clubs engagés dans le groupe Nord du championnat. |
| Tennis Borussia Berlin TSV Jahn Calden SV Victoria Gersten FSV Gütersloh SV Holstein Kiel (de) SG Lütgendortmund FFV Neubrandenburg SuS Timmel FFC Turbine PotsdamR SG Wattenscheid VfL Wolfsbourg MTV Wolfenbüttel                                                                          |

| Nom du club            | Date de création | Dernière accession | Cls 2005      | Stade                    | Capacité | Nb T. |
| ---------------------- | ---------------- | ------------------ | ------------- | ------------------------ | -------- | ----- |
| VfL Wolfsbourg         | 1973             | 2005               | 1.FB          | VfL-Stadion am Elsterweg | 17 600   | /     |
| Tennis Borussia Berlin | 1969             | 2004               | 2 (Gr. Nord)  | Mommsenstadion           | 15 005   | /     |
| TSV Jahn Calden        | 1971             | 2004               | 3 (Gr. Nord)  | Stadion Kaiserplatz      | 3 000    | /     |
| SG Wattenscheid        | 1973             | 2004               | 4 (Gr. Nord)  | Lohrheidestadion         | 16 233   | /     |
| FFC Turbine PotsdamR   | 1971             | 2004               | 5 (Gr. Nord)  | Karl-Liebknecht-Stadion  | 10 499   | /     |
| FSV Gütersloh          | 1984             | 2004               | 6 (Gr. Nord)  | Heidewaldstadion         | 12 000   | /     |
| SuS Timmel             | 1977             | 2004               | 7 (Gr. Nord)  | Sportanlage Timmel       | -        | /     |
| SV Victoria Gersten    | -                | 2004               | 8 (Gr. Nord)  | MEP-Arena                | 16 500   | /     |
| SG Lütgendortmund      | 1975             | 2004               | 9 (Gr. Nord)  | Im Rauhen Holz           | -        | /     |
| MTV Wolfenbüttel       | -                | 2004               | 10 (Gr. Nord) | Stade inconnu            | -        | /     |
| SV Holstein Kiel (de)  | 2004             | 2005               | Reg.          | Kiliaplatz               | 3 000    | /     |
| FFV Neubrandenburg     | 2002             | 2005               | Reg.          | Jahnstadion              | -        | /     |

| \| FC Erzgebirge Aue Bayer Leverkusen TSV Crailsheim FFC FrancfortR FF USV Iéna FSV Viktoria Jägersburg Karlsruher SC TuS Niederkirchen SC Sand I FC Sarrebruck VfL SindelfingenR FFC Wacker Munich (de) \| Localisation des clubs engagés dans le groupe Sud du championnat. |
| FC Erzgebirge Aue Bayer Leverkusen TSV Crailsheim FFC FrancfortR FF USV Iéna FSV Viktoria Jägersburg Karlsruher SC TuS Niederkirchen SC Sand I FC Sarrebruck VfL SindelfingenR FFC Wacker Munich (de)                                                                         |

| Nom du club             | Date de création | Dernière accession | Cls 2005    | Stade                               | Capacité | Nb T. |
| ----------------------- | ---------------- | ------------------ | ----------- | ----------------------------------- | -------- | ----- |
| TSV Crailsheim          | 1971             | 2005               | 1.FB        | Schönebürgstadion                   | 5 500    | /     |
| FC Sarrebruck           | 1990             | 2004               | 2 (Gr. Sud) | Stadion Kieselhumes                 | 6 000    | /     |
| FF USV Iéna             | 2004             | 2004               | 3 (Gr. Sud) | Ernst-Abbe-Sportfeld                | 12 630   | /     |
| SC Sand                 | 1980             | 2004               | 4 (Gr. Sud) | Kühnmatt-Stadion                    | 2 000    | /     |
| FFC Wacker Munich (de)  | -                | 2004               | 5 (Gr. Sud) | Bezirkssportanlage München-Sendling | -        | /     |
| FFC FrancfortR          | 1973             | 2004               | 6 (Gr. Sud) | Stadion am Brentanobad              | 5 200    | /     |
| FSV Viktoria Jägersburg | -                | 2004               | 7 (Gr. Sud) | Alois-Omlor-Sportpark               | -        | /     |
| FC Erzgebirge Aue       | 1974             | 2004               | 8 (Gr. Sud) | Stade inconnu                       | -        | /     |
| Karlsruher SC           | 2001             | 2004               | 9 (Gr. Sud) | Stade inconnu                       | -        | /     |
| TuS Cologne             | 2008             | 2005               | Reg.        | Stade inconnu                       | -        | /     |
| TuS Niederkirchen       | 1969             | 2005               | Reg.        | Sportgelände Nachtweide             | -        | /     |
| VfL SindelfingenR       | 1971             | 2005               | Reg.        | Floschenstadion                     | 5 000    | 1     |

## Compétition

### Classement
Le classement est calculé avec le barème de points suivant : une victoire vaut trois points, le match nul un et la défaite zéro.
Les critères utilisés pour départager en cas d'égalité au classement sont les suivants :
1. différence entre les buts marqués et les buts concédés sur la totalité des matchs joués dans le championnat ;
2. plus grand nombre de buts marqués sur la totalité des matchs joués dans le championnat.

| Rang | Équipe                  | Pts | J  | G  | N | P  | Bp | Bc | Diff |
| ---- | ----------------------- | --- | -- | -- | - | -- | -- | -- | ---- |
| 1    | VfL Wolfsbourg R        | 55  | 22 | 17 | 4 | 1  | 80 | 21 | +59  |
| 2    | FSV Gütersloh           | 51  | 22 | 16 | 3 | 3  | 51 | 17 | +34  |
| 3    | Tennis Borussia Berlin  | 43  | 22 | 13 | 4 | 5  | 54 | 25 | +29  |
| 4    | SG Wattenscheid         | 41  | 22 | 13 | 2 | 7  | 68 | 38 | +30  |
| 5    | SV Victoria Gersten     | 37  | 22 | 11 | 4 | 7  | 49 | 36 | +13  |
| 6    | SV Holstein Kiel (de) P | 33  | 22 | 9  | 6 | 7  | 34 | 40 | -6   |
| 7    | FFC Turbine PotsdamR    | 31  | 22 | 9  | 4 | 9  | 47 | 38 | +9   |
| 8    | TSV Jahn Calden         | 27  | 22 | 8  | 3 | 11 | 34 | 41 | -7   |
| 9    | FFV Neubrandenburg P    | 23  | 22 | 7  | 2 | 13 | 36 | 49 | -13  |
| 10   | SuS Timmel              | 17  | 22 | 4  | 5 | 13 | 20 | 55 | -35  |
| 11   | SG Lütgendortmund       | 16  | 22 | 5  | 1 | 16 | 33 | 58 | -25  |
| 12   | MTV Wolfenbüttel        | 2   | 22 | 0  | 2 | 20 | 7  | 95 | -88  |

| Légende : | Légende : |
| --------- | --- |
|           | Promu en Frauen-Bundesliga. |
|           | Participe au barrage de relégation en Regionalliga. |
|           | Relégué en Regionalliga. |
|           | R Relégué de Frauen-Bundesliga. P Promu de Regionalliga. Pts points ; G victoires ; N matchs nuls ; P défaites Bp buts marqués ; Bc buts encaissés ; Diff différence de buts |

| Rang | Équipe                  | Pts | J  | G  | N | P  | Bp | Bc | Diff |
| ---- | ----------------------- | --- | -- | -- | - | -- | -- | -- | ---- |
| 1    | TSV Crailsheim R        | 57  | 22 | 18 | 3 | 1  | 61 | 8  | +53  |
| 2    | FC Sarrebruck           | 56  | 22 | 18 | 2 | 2  | 78 | 15 | +63  |
| 3    | FF USV Iéna             | 48  | 22 | 15 | 3 | 4  | 72 | 37 | +35  |
| 4    | TuS Cologne P           | 44  | 22 | 13 | 5 | 4  | 49 | 20 | +29  |
| 5    | TuS Niederkirchen P     | 39  | 22 | 12 | 3 | 7  | 56 | 46 | +10  |
| 6    | SC Sand                 | 31  | 22 | 9  | 4 | 9  | 25 | 32 | -7   |
| 7    | FFC FrancfortR          | 28  | 22 | 8  | 4 | 10 | 39 | 46 | -7   |
| 8    | FFC Wacker Munich (de)  | 22  | 22 | 5  | 7 | 10 | 31 | 32 | -1   |
| 9    | FC Erzgebirge Aue       | 19  | 22 | 5  | 4 | 13 | 22 | 37 | -15  |
| 10   | VfL SindelfingenR P     | 18  | 22 | 5  | 3 | 14 | 22 | 60 | -38  |
| 11   | Karlsruher SC           | 7   | 22 | 2  | 1 | 19 | 19 | 87 | -68  |
| 12   | FSV Viktoria Jägersburg | 6   | 22 | 1  | 3 | 18 | 14 | 68 | -54  |

| Légende : | Légende : |
| --------- | --- |
|           | Promu en Frauen-Bundesliga. |
|           | Participe au barrage de relégation en Regionalliga. |
|           | Relégué en Regionalliga. |
|           | Rétrogradé à l'issue de la saison. |
|           | R Relégué de Frauen-Bundesliga. P Promu de Regionalliga. Pts points ; G victoires ; N matchs nuls ; P défaites Bp buts marqués ; Bc buts encaissés ; Diff différence de buts |

### Résultats
Groupe Nord
| Résultats (▼dom., ►ext.)                                   | Bor | Cal | Ger | Güt | Kie | Lüt | Neu | Tim | Tur | Wat | Wol | Wol |
| Tennis Borussia Berlin                                     |     | 1-0 | 2-1 | 0-2 | 5-1 | 3-1 | 1-0 | 0-0 | 1-4 | 1-2 | 2-2 | 5-0 |
| TSV Jahn Calden                                            | 0-1 |     | 1-1 | 0-5 | 3-1 | 3-0 | 2-1 | 1-0 | 2-2 | 3-0 | 1-2 | 5-0 |
| SV Victoria Gersten                                        | 0-3 | 1-0 |     | 1-2 | 3-0 | 1-2 | 6-1 | 2-0 | 6-0 | 1-1 | 1-3 | 2-2 |
| FSV Gütersloh                                              | 3-1 | 1-0 | 1-3 |     | 0-1 | 2-0 | 3-0 | 8-0 | 4-3 | 4-0 | 1-1 | 1-0 |
| SV Holstein Kiel (de)                                      | 1-1 | 4-1 | 4-4 | 0-0 |     | 1-4 | 1-0 | 1-1 | 1-0 | 3-2 | 0-5 | 5-0 |
| SG Lütgendortmund                                          | 0-2 | 6-2 | 0-2 | 0-1 | 1-2 |     | 1-4 | 0-1 | 2-2 | 0-3 | 2-6 | 1-0 |
| FFV Neubrandenburg                                         | 0-4 | 1-3 | 0-1 | 1-2 | 2-4 | 5-4 |     | 2-2 | 3-0 | 4-3 | 1-4 | 0-0 |
| SuS Timmel                                                 | 0-7 | 2-2 | 0-2 | 1-4 | 1-1 | 2-1 | 0-1 |     | 1-4 | 1-3 | 0-5 | 7-0 |
| FFC Turbine PotsdamR                                       | 0-1 | 2-1 | 2-1 | 0-1 | 0-0 | 3-1 | 1-2 | 3-0 |     | 0-5 | 2-1 | 8-0 |
| SG Wattenscheid                                            | 3-3 | 6-1 | 2-5 | 3-1 | 2-0 | 5-0 | 3-2 | 5-0 | 4-2 |     | 1-3 | 7-0 |
| VfL Wolfsbourg                                             | 5-3 | 4-0 | 7-0 | 2-2 | 4-1 | 7-1 | 4-1 | 3-0 | 1-1 | 4-1 |     | 5-0 |
| MTV Wolfenbüttel                                           | 0-7 | 0-3 | 3-5 | 0-3 | 1-2 | 1-6 | 0-5 | 0-1 | 0-8 | 0-7 | 0-2 |     |
| - Victoire à domicile - Match nul - Victoire à l'extérieur |     |     |     |     |     |     |     |     |     |     |     |     |

Groupe Sud
| Résultats (▼dom., ►ext.)                                   | Aue | Col | Cra | Fra | Ién | Jäg | Kar | Nie | San | Sar | Sin | Wac |
| FC Erzgebirge Aue                                          |     | 2-3 | 1-2 | 1-1 | 1-2 | 3-0 | 1-1 | 2-3 | 0-1 | 0-4 | 3-1 | 0-1 |
| TuS Cologne                                                | 1-0 |     | 0-1 | 1-0 | 1-1 | 7-0 | 8-0 | 1-4 | 1-0 | 1-1 | 2-0 | 1-1 |
| TSV Crailsheim                                             | 6-0 | 0-1 |     | 0-0 | 3-0 | 4-0 | 7-0 | 2-1 | 2-1 | 2-0 | 2-0 | 1-1 |
| FFC FrancfortR                                             | 0-0 | 2-1 | 1-4 |     | 2-6 | 3-2 | 3-1 | 2-6 | 3-1 | 1-3 | 7-1 | 1-1 |
| FF USV Iéna                                                | 1-0 | 1-1 | 1-4 | 7-0 |     | 1-1 | 6-0 | 4-1 | 3-1 | 2-3 | 4-1 | 5-2 |
| FSV Viktoria Jägersburg                                    | 0-1 | 1-6 | 0-2 | 0-4 | 0-2 |     | 4-1 | 0-1 | 2-3 | 0-4 | 0-6 | 4-4 |
| Karlsruher SC                                              | 1-4 | 1-5 | 0-5 | 1-3 | 1-4 | 2-0 |     | 1-2 | 1-3 | 1-4 | 2-0 | 1-5 |
| TuS Niederkirchen                                          | 1-0 | 1-4 | 1-1 | 3-2 | 5-9 | 7-0 | 5-1 |     | 1-1 | 0-3 | 3-2 | 3-3 |
| SC Sand                                                    | 1-2 | 2-2 | 0-3 | 1-0 | 0-1 | 2-0 | 4-2 | 1-0 |     | 0-6 | 0-0 | 1-0 |
| FC Sarrebruck                                              | 6-1 | 2-0 | 0-3 | 4-2 | 7-0 | 3-0 | 6-0 | 3-0 | 1-1 |     | 8-0 | 4-1 |
| VfL SindelfingenR                                          | 1-0 | 0-1 | 0-6 | 2-1 | 1-8 | 0-0 | 3-1 | 3-6 | 0-1 | 0-5 |     | 0-0 |
| FFC Wacker Munich (de)                                     | 0-0 | 0-1 | 0-1 | 0-1 | 2-4 | 2-0 | 5-0 | 1-2 | 2-0 | 0-1 | 0-1 |     |
| - Victoire à domicile - Match nul - Victoire à l'extérieur |     |     |     |     |     |     |     |     |     |     |     |     |

### Barrage de relégation
| Club       | Aller    | Retour   | Club          |
| ---------- | -------- | -------- | ------------- |
| SuS Timmel | Non joué | Non joué | Karlsruher SC |

## Bilan de la saison
| Championnat d'Allemagne féminin de football de deuxième division 2005-2006 |                                                                    |
| Champion                                                                   | VfL Wolfsbourg (Nord) (1er titre) TSV Crailsheim (Sud) (1er titre) |
| Promotions et relégations                                                  |                                                                    |
| Promus en Frauen-Bundesliga                                                | VfL Wolfsbourg                                                     |
| Promus en Frauen-Bundesliga                                                | TSV Crailsheim                                                     |
| Relégués en 2. Frauen-Bundesliga                                           | VfL Sindelfingen                                                   |
| Relégués en 2. Frauen-Bundesliga                                           | FSV Francfort                                                      |

## Statistiques
| Cls | Joueuse         | Club                   | Buts |
| --- | --------------- | ---------------------- | ---- |
| 1   | Martina Müller  | VfL Wolfsbourg         | 36   |
| 2   | Caroline Hamann | SG Wattenscheid        | 27   |
| 3   | Anna Laue       | FSV Gütersloh          | 17   |
| 3   | Sandra Bannas   | SV Holstein Kiel (de)  | 17   |
| 5   | Kerstin Straka  | Tennis Borussia Berlin | 13   |

| Cls | Joueuse            | Club           | Buts |
| --- | ------------------ | -------------- | ---- |
| 1   | Nadine Keßler      | FC Sarrebruck  | 24   |
| 2   | Sabrina Schmutzler | FF USV Iéna    | 22   |
| 3   | Lisa Schwab        | FC Sarrebruck  | 20   |
| 3   | Ivonne Hartmann    | FF USV Iéna    | 20   |
| 5   | Claudia Nußelt     | TSV Crailsheim | 17   |